# Tibor Braun
Tibor Braun (8 de marzo de 1932-27 de septiembre de 2022) fue un químico y bibliómetra rumano-húngaro. Fue pionero en el desarrollo de la Cienciometría así como fundador de la revista académica Scientometrics.

## Biografía
Nació en Lugoj (Rumanía), y estudió química en la Universidad Babeș-Bolyai de Cluj-Napoca. En 1956 comienza a investigar en el Instituto de Física Atómica de Bucarest hasta 1963. En 1964 se traslada a Hungría para trabajar en la Universidad Eötvös Loránd, centro del que ya no se marcharía hasta su jubilación en donde impartiría clases tanto de química radioanalítica como nuclear.
Aunque Braun nunca llegó a abandonar la investigación química, lo cierto es que los estudios evaluativos de la ciencia han centrado su investigación a partir de la década de los 70 del siglo XX, cuando crea uno de los primeros centros de investigación de la ciencia: el Information Science and Scientometric Research Unit (ISSRU) para la Academia Húngara de Ciencias, siendo nombrado su director en 1978. Desde ese centro inició una línea de investigación que dio como resultado una prolífica productividad: en el arco temporal que abarca desde 1954 a 1995, publicó 40 artículos en solitario y 140 en colaboración, especialmente fructífera con András Schubert y Wolfgang Glänzel. 
En 1980 fue nombrado director de la Biblioteca de la Academia Húngara de Ciencias y miembro honorario de la Academia Rumana de Ciencias.
En 1978 crea la revista internacional Scientometrics, una de las revistas de mayor impacto en Europa. También participaría en la fundación de varias revistas internacionales más:  Radioanalytical and Nuclear Chemistry, Journal of Radioanalytical and Nuclear Chemistry y Fullerenes, Nanotubes, and Carbon Nanostructures.
Por sus aportaciones a la Bibliometría recibió en 1986 la Medalla Derek de Solla Price, y por sus contribuciones a la radioquímica recibió en 1975 el Premio George Hevesy junto a Juraj Tölgyessy.